# Herta Claudia Gabriel
Herta Claudia Gabriel, auch Herta Claudia Boden-Gabriel (* 3. Juni 1899 in Lübeck; † 1991 in Aumühle bei Hamburg), war eine deutsche Malerin, Grafikerin und Illustratorin.

## Leben
Herta Claudia Boden wurde als Tochter des Marineoffiziers Paul Georg Boden (1860–1916) und seiner Frau Anna Sophie, geb. Rehwoldt, geboren und wuchs in Kiel auf.
Sie wurde von Bruno Paul an der Berliner Unterrichtsanstalt des Kunstgewerbemuseums ausgebildet und besuchte darauf die Hochschule der Bildenden Künste (heute Universität der Künste Berlin) unter Adolf Strübe und Ernst Böhm. Während ihres Studiums stand sie in Kontakt zu der Tierplastikerin Renée Sintenis.
In den 1920er Jahren war sie als Werbegrafikerin für Berliner Firmen tätig. Außerdem arbeitete sie in einem Modeverlag und gab Kunstunterricht für Kinder.
Am 1. August 1940 heiratete sie den Staatsanwalt Helmuth Gabriel (1892–1945). Die Ehe blieb kinderlos. 
Nach ihrer Heirat siedelte sie 1940 von Berlin nach Prag über, wo ihr Ehemann Generalstaatsanwalt am deutschen Oberlandesgericht Prag war. Dort war sie freischaffend tätig, unter anderem auch als Illustratorin für Kinderbücher, so etwa mit Ich bin der Herr von Tippentappen aus der siebenbändigen Reihe Die kleine Naturkunde von Paula Walendy im Nordland-Verlag.
Nach dem Zweiten Weltkrieg kehrte sie nach Berlin zurück und lehrte dort zwischen 1946 und 1981 an Berliner Volkshochschulen. Seit 1947 illustrierte sie auch wieder Kinder- und Jugendbücher.
Als Mitglied des Vereins der Berliner Künstlerinnen war sie von 1954 bis 1987 jährlich auf dessen Ausstellungen vertreten. Daneben beteiligte sie sich an zahlreichen Ausstellungen in Berlin. Zuletzt wurden ihre Bilder und Grafiken 1989 im Reinbeker Schloss vorgestellt, nachdem sie 1987 nach Aumühle umgezogen war.
Sie war überwiegend als Landschafts- und Tiermalerin sowie als Grafikerin tätig. 
Werke von ihr befinden sich in der Berlinischen Galerie in Berlin.

## Ausstellungen (Auswahl)
- Große Berliner Kunstausstellung.
- 1980: GEDOK in Berlin.
- 1969: Galerie im Spreebogen, Berlin.
- 1980: Kunstamt Berlin-Neukölln.

## Mitgliedschaften
- 1946–1980: Mitglied im Berufsverband Bildender Künstler Berlins.[1]
- 1954–1990: Verein der Berliner Künstlerinnen.

## Werke und Illustrationen (Auswahl)

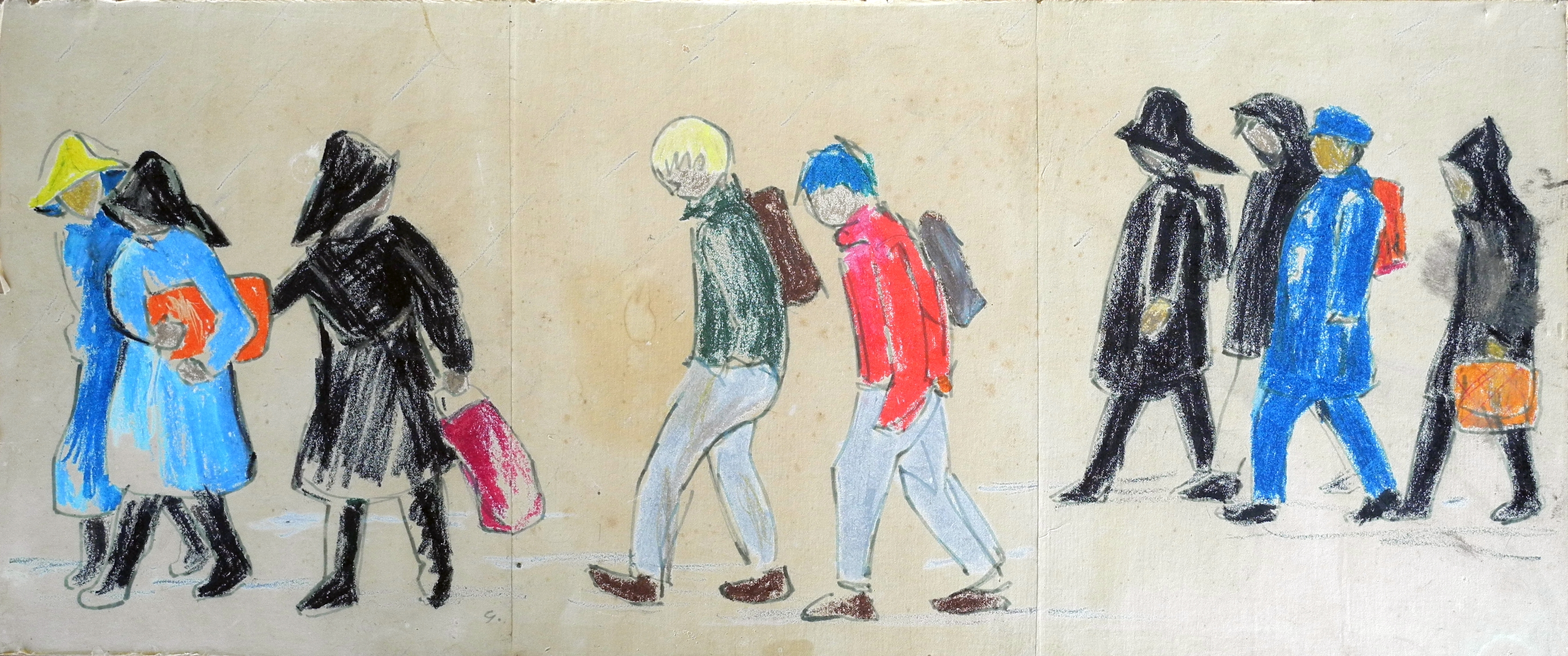
Skizze von Herta Gabriel von 1969/70: Norwegische Schüler/innen auf ihrem Schulweg, bei Regen

- Paula Walendy; Herta Claudia Gabriel: bin der Herr von Tippentappen - Unser Kind auf dem Bauernhof; alte, liebe Reime, Lieder und Märlein in bunter Folge für unsere Kleinsten. Berlin, Nordland-Verlag 1943.
- Clara Maria Schlesier; Herta Claudia Gabriel: Der weise Uhu. Berlin, Pinguin-Verlag 1947.